# Glasögtjärnarna (Ströms socken, Jämtland, 710840-146814)
Glasögtjärnarna är en sjö i Strömsunds kommun i Jämtland och ingår i Ångermanälvens huvudavrinningsområde.